# Lobelia schimperi
Lobelia schimperi là loài thực vật có hoa trong họ Hoa chuông. Loài này được Hochst. ex A.Rich. mô tả khoa học đầu tiên năm 1850.